# Nowa Georgia (wyspa)
Nowa Georgia – wyspa wulkaniczna na Oceanie Spokojnym, należąca do Wysp Salomona, największa pod względem powierzchni w grupie wysp Nowa Georgia (2037 km²).
Najwyższe wzniesienie na wyspie liczy 860 m n.p.m.